# Arne Geijer
Karl Arne Geijer, född 7 maj 1910 i Söderala i Gävleborgs län, död 27 januari 1979 i Bromma i Stockholm, var en svensk fackföreningsledare och politiker (socialdemokrat). 
Geijer är tillsammans med SAF-chefen Bertil Kugelberg en av grundarna av "den svenska modellen" och de kom att personifiera den så kallade Saltsjöbadsandan, som präglades av samarbete och samförstånd mellan arbetsmarknadens parter. Geijer var engagerad för den internationella arbetarrörelsen och för fackliga frågor världen över. Han var ordförande för Fria Fackföreningsinternationalen mellan 1957 och 65 och sedan satt han i styrelsen, fram till 1972.
Geijer var LO:s ordförande 1956–1973 och riksdagsledamot 1955–1976, ordförande i Utrikesutskottet 1967–1976 och ledamot i utrikesnämnden. Geijer var även styrelseordförande för Folksam, PKbanken samt Statsföretag AB (sedermera Procordia). Ordförande i Riksföreningen mot cancer, Cancerfonden. 1978 utnämndes Geijer till medicine hedersdoktor vid Karolinska Institutet.
Geijer arbetade på Nyhammars bruk i Dalarna innan han inledde sin politiska bana. Efter handelskurser på Brunnsviks folkhögskola blev Geijer aktiv i Metallindustriarbetareförbundet där han var studieombudsman från 1938, förbundssekreterare 1945–1948 och förbundsordförande 1948–1956. Geijer var även ledamot i 1945 års försvarskommission, Arbetarskyddsstyrelsen 1949–1953 och handelskommissionen 1948. 
1955 valdes Geijer in i riksdagens första kammare och var bland annat aktiv i frågan om obligatorisk tilläggspension (ATP-frågan) vid folkomröstningen 1957. Under åren 1977–1979 var han ordförande för Pensionärernas riksorganisation, PRO.